# Palau de Parcent
El Palau de Parcent va ser un palau ubicat al barri del Mercat de València, construït entre els segles xvii i xviii i enderrocat l'any 1965.
L'origen de l'edifici foren les diverses cases construïdes pels germans Constantino i Francesco Cernezzi, comerciants italians de la seda que s'establiren a València a principis del segle xvii. Ràpidament enriquits i emparentats amb l'elit de la ciutat, el 1636 adquiriren la baronia de Parcent, a la Vall de Pop, que el 1649 Felip IV elevà a comtat de Parcent. La construcció de la casa, que esdevindria palau, començà el 1635 i s'anà completant amb l'adquisició de cases veïnes i la realització d'obres parcials d'ampliació durant els segles xvii i xviii, fins que entre 1789 i 1798 s'hi realitzà una gran reforma per adequar l'edifici «a la grandesa dels comtes de Parcent».
El 1812 s'hi allotjà Josep I durant les dues setmanes que va ser a València, atès que era el palau més gran i ric de la ciutat.
A final del segle xix la família propietària es traslladà a Madrid i deixà el Palau, que durant la primera meitat del segle xx va tenir diversos usos. Així, fou seu d'un centre de formació per a dones i de la Societat Coral el Micalet, a més d'acollir fàbriques i tallers. També l'any 1925 s'hi rodà part de la pel·lícula muda Castigo de Dios, d'Hipólito Negro. Malgrat tot l'any 1932, en un article a la revista Valencia, el baró de San Petrillo el descrivia com «un palau digne de reis, amb grans sales (...) Subsisteix en el palau el primer pati de gust italià de la regió, de carreus de pedra, amb arcs, pilars i uns capitells jònics que són una meravella de dibuix i proporcions».
L'Ajuntament de València l'adquirí el 1954 i es plantejà la possibilitat d'instal·lar-hi el Museu de Belles Arts de la ciutat, però al final es desistí pel seu mal estat. Malgrat que l'any 1959 es va demanar que fos declarat monument historicoartístic, l'edifici fou enderrocat l'any 1965, després que una explosió a l'ala de les cuines matés una dona que hi vivia.
En el solar resultant es van construir el primer aparcament subterrani de la ciutat i els jardins de Parcent, presidits per una porta del Palau enderrocat. També algunes pedres del Palau es van utilitzar per construir l'actual falsa escala gòtica de les Torres de Quart.